# たぬ吉君2
たぬ吉君2（たぬきちくん2）は、1992年に京楽産業.が開発、発売した狸を主人公とした現金機羽根モノパチンコ機。

## 概要
- ラウンド振り分けタイプの羽根モノ機で、15R確定の「V」表示時は以降3回（合計4回）、「V」が確定する（ただしパンクしたら消滅）というキャラクターのかわいらしさに似合わない過激なゲーム性を持つ。
- 大ヒットとなり増産分では異なるデザインのセルも複数作られるなど製造数、設置数を伸ばしたが、後に社会的不適合機とされホールから一斉撤去されることとなった。
- 主人公の「たぬ吉」は以後京楽産業.のキャラクターとなっている。
- 後の京楽産業.製の羽根モノ機種に影響を与えており、たぬ吉くんとほぼ同一の役物の構造を備えた機種が多く作られた。
- ヤクモノの左右についていた風車に絡まりＶ入賞することもあったが、タイムアウトで無効になることがしばしばあった。

## スペック
- 『たぬ吉君2』（1992年）
  - 賞球数 6&12 大当たり最高継続 15R10C
  - ラウンド振り分け「×」1回、「♥」2回、「♣」3回、「♦」4回、「♠」5回、「V」15回

## 関連商品
- 『Parlor!パーラー!3』（日本テレネット、1996年1月19日、スーパーファミコン用ゲームソフト）
- 『必殺パチンココレクション4』（サンソフト、1996年8月30日、スーパーファミコン用ゲームソフト）
- 『必殺パチンコステーションクラシック2 遂に蘇る!!爆裂名機復活』（サンソフト、2000年3月30日、プレイステーション用ゲームソフト）
- 『GREATシリーズ 必殺パチンコWin ダイナマイト&たぬ吉君2』（メディアカイト、2001年1月18日、WindowsPC用ゲームソフト）
- 『いますぐ遊べる!!パチンコWin SELECTION たぬ吉君2』（メディアカイト、2003年4月8日、WindowsPC用ゲームソフト）